# Giuseppe w Warszawie
Giuseppe w Warszawie – polska komedia wojenna z 1964 w reżyserii Stanisława Lenartowicza. Film nawiązuje do rzeczywistych doświadczeń dezertera z armii włoskiej, który ukrywał się m.in. w domu Zgromadzenia Sióstr Benedyktynek Samarytanek w Henrykowie (obecnie w warszawskiej dzielnicy Białołęka).

## Fabuła
Trwa II wojna światowa. Giuseppe Santucci, włoski żołnierz, jedzie z frontu wschodniego na urlop. W Polsce na pociąg, którym jechał, napadają partyzanci, a on ucieka do lasu. Następnego dnia wsiada do pociągu osobowego, gdzie poznaje Marię. Gdy pociąg dojeżdża do Warszawy, zastaje zamieszanie na jej ulicach, powodowane niemiecką łapanką. Włoski żołnierz spostrzega, że ktoś ukradł mu jego pistolet maszynowy Beretta. Podejrzewając Marię, która wcześniej chciała kupić od niego broń, żąda, aby mu go oddała. Nie mogąc dojść do porozumienia, trafia wreszcie do jej mieszkania. Tam poznaje brata Marii, artystę-malarza Staszka, nielubiącego konspiracyjnych zajęć siostry i trzymającego się od nich z daleka.
Nie mogąc wrócić do koszar bez broni, Santucci oświadcza, że póki Maria nie odda mu broni, będzie z nimi mieszkał. Mieszkając pod jednym dachem z Polakami, Giuseppe poznaje życie w okupowanej Warszawie i zajęcia ruchu oporu. Chcąc przypodobać się Marii, Włoch kilka razy kradnie broń Niemcom. Jego mundur pozwala też jemu i Staszkowi unikać łapanek. 
Po kapitulacji Włoch Niemcy aresztują Staszka przebranego we włoski mundur. Jednak dzięki nawiązaniu znajomości z więziennym strażnikiem i obietnicy pohandlowania z nim bronią na ulicach Warszawy Staszkowi udaje się uciec, przemocą odbierając uprzednio broń kilkunastu Niemcom i wywołując przez to strzelaninę między okupantami. Uciekając przed goniącymi Staszka Niemcami, rodzeństwo i zaprzyjaźniony Włoch dołączają do oddziału partyzantów. Tam Santucci odnajduje wreszcie swój pistolet maszynowy i wraz z partyzantami stacza potyczkę z Niemcami. W końcu, może spacerować plażą w rodzinnych stronach.

## Obsada
- Elżbieta Czyżewska – Maria
- Antonio Cifariello – Giuseppe
- Zbigniew Cybulski – Staszek, brat Marii
- Jarema Stępowski – Muttermilch, strażnik więzienia Wehrmachtu
- Andrzej Gawroński – Janek, żołnierz ruchu oporu
- Zdzisław Maklakiewicz – fałszywy wartownik / handlarz na bazarze
- Aleksander Fogiel – handlarz z pociągu
- Krystyna Borowicz – paniusia w pociągu
- Jan Matyjaszkiewicz – Fritz, żołnierz niemiecki
- Artur Młodnicki – artysta
- Kazimierz Meres – SS-mann
- Tadeusz Schmidt – dowódca oddziału partyzanckiego
- Aleksander Sewruk – Kischke, oficer niemiecki
- Józef Pieracki – "Satyr"
- inni

## Produkcja
Film kręcono we Wrocławiu (Dworzec Główny) oraz w Warszawie. W lutym 2021 roku nakładem GAD Records ukazała się ścieżka dźwiękowa do filmu.

## Odbiór
Zygmunt Kałużyński chwalił Giuseppe w Warszawie jako „wydarzenie sensacyjne w dziejach martyrologii polskiej”, uznając film Lenartowicza za próbę odejścia od martyrologii wojennej. Jakkolwiek Kałużyński przyznawał, że film znajduje się w sferze fantastyki „co do faktów, postaci, sytuacji”, zdaniem krytyka film „jest może bliższy prawdy niż w drobiazgowo realistycznych dramatach, usiłujących odtworzyć czasy okupacji”. Konrad Eberhardt cenił zwłaszcza rolę Zbigniewa Cybulskiego, który „nie żałuje gestykulacji, wybucha szczerym śmiechem, dwoi się i troi w absurdalnych, lecz dynamicznych sytuacjach, dopingujący jego dynamizm psychiczny”.
Monika Talarczyk-Gubała twierdziła, że zastosowany w filmie Lenartowicza humor okupacyjny „miał odegrać rolę terapii narodowej”, a gra rodzeństwa w wykonaniu Cybulskiego i Czyżewskiej była bliższa analogicznym postaciom z Zakazanych piosenek, a wojenna ikonografia miała służyć wyłącznie jako „przebranie dla współczesnego filmu komediowego”. 